# Basthultesjön
Basthultesjön är en sjö i Laxå kommun i Västergötland och ingår i Motala ströms huvudavrinningsområde. Sjöns area är 0,001 kvadratkilometer och den är belägen 133 meter över havet.